# Khawaja Nazimuddin
Hajji Sir Khawaja Nazimuddin (Dhaka (Brits-Indië), 19 juli 1894 – Dhaka (stad) (Pakistan), 22 oktober 1964) was een Pakistaans politicus. Hij was Gouverneur-generaal van Pakistan en de tweede premier van het land.

## Levensloop
Nazimuddin ontving zijn opleiding in Engeland. Hij studeerde aan Trinity Hall in Cambridge. Hij werd in 1934 ook geridderd. Na zijn terugkeer naar Brits-Indië raakte hij betrokken bij de binnenlandse politiek in de deelstaat Bengalen. Hij werd minister van Onderwijs, en later zelfs de eerste minister van de deelstaat. Ook was hij actief betrokken bij de Moslimliga. Hij was hoofd van de partij voor Oost-India.
Na de vorming van Pakistan en de onverwachte dood van Mohammed Ali Jinnah volgde hij hem op als Gouverneur-generaal van Pakistan. Dit was grotendeels een symbolische functie. De meeste macht ligt bij de premier. Toen Liaquat Ali Khan, de eerste premier van Pakistan, in 1951 werd vermoord volgde Nazimuddin hem op.
Tijdens zijn periode als premier was er sprake tussen een groeiende kloof binnen de Moslimliga tussen groepen uit Punjab en groepen uit Bengalen. Dit waren de grootste etnische groepen, maar beide provincies werden gescheiden door India. Op 21 februari 1952 liep een demonstratie uit de hand en vielen er vele doden doordat de politie schoot op de betogers. De demonstranten wilde dat het Bengaals als taal een officiële status zou krijgen.
In zijn periode werd er ook begonnen aan het opstellen van een grondwet om zo een republiek te worden en de status van Dominion te beëindigen. Dit proces zou pas na het vertrek van Nazimuddin voltrokken worden.
In 1953 ontstond er een groeiend verzet tegen de Ahmadiyya-minderheid in het land. Dit is een stroming binnen de Islam, maar wordt door veel moslims niet als zodanig beschouwd. De inzet van het verzet was om volgelingen van het Ahmadiyya-geloof te verwijderen uit bestuurlijke posities. Er braken demonstranten en rellen uit die gericht waren op zowel de regering als de Ahmadiyya-minderheid. Nazimuddin reageerde op de rellen door de gouverneur van Punjab te vervangen, maar de beslissing kon niet overal op steun rekenen.
Ghulam Muhammad, de Gouverneur-Generaal, vroeg Nazimuddin om af te treden. Deze weigerde, maar Muhammad maakte gebruik van zijn bevoegdheid om de premier af te zetten. Het hoofd van de rechterlijke macht die moest instemmen met de afzetting deed dat en schreef vervolgens nieuwe verkiezingen uit. Nazimuddin werd opgevolgd door Muhammad Ali Bogra.
Liaquat Ali Khan · Khawaja Nazimuddin · Muhammad Ali Bogra · Chaudhry Muhammad Ali · Huseyn Shaheed Suhrawardy · Ibrahim Ismail Chundrigar · Feroz Khan Noon · Mohammed Ayub Khan · Nurul Amin · Zulfikar Ali Bhutto · Muhammad Khan Junejo · Benazir Bhutto · Ghulam Mustafa Jatoi ·
Nawaz Sharif · Balakh Sher Mazari · Nawaz Sharif · Moeenuddin Ahmad Qureshi · Benazir Bhutto · Malik Meraj Khalid · Nawaz Sharif · Pervez Musharraf · Zafarullah Khan Jamali · Chaudhry Shujaat Hussain · Shaukat Aziz · Muhammad Mian Soomro · Yousaf Raza Gilani · Raja Pervez Ashraf ·
Mir Hazar Khan Khoso · Nawaz Sharif · Shahid Khaqan Abbasi · Nasirul Mulk · Imran Khan · Shehbaz Sharif · Anwar ul Haq Kakar · Shehbaz Sharif